# Dosinia erythraea
Dosinia erythraea is een tweekleppigensoort uit de familie van de Veneridae. De wetenschappelijke naam van de soort is voor het eerst geldig gepubliceerd in 1860 door Römer.